# Engelhardia kinabaluensis
Engelhardia kinabaluensis är en valnötsväxtart som beskrevs av E.J.F. Campbell Gasis. Engelhardia kinabaluensis ingår i släktet Engelhardia och familjen valnötsväxter. Inga underarter finns listade i Catalogue of Life.